# Карлос Фернандо Борха
Карлос Фернандо Борха (ісп. Carlos Fernando Borja, нар. 25 грудня 1956, Кочабамба) — болівійський футболіст, що грав на позиції півзахисника.
Виступав, зокрема, за клуб «Болівар», а також національну збірну Болівії.
Одинадцятиразовий чемпіон Болівії.

## Клубна кар'єра
Народився 25 грудня 1956 року в місті Кочабамба. Вихованець футбольної школи клубу «Болівар». Дорослу футбольну кар'єру розпочав 1977 року в основній команді того ж клубу, кольори якої і захищав протягом усієї своєї кар'єри гравця, що тривала двадцять один рік. Більшість часу, проведеного у складі «Болівара», був основним гравцем команди.

## Виступи за збірну
У 1979 році дебютував в офіційних матчах у складі національної збірної Болівії.
У складі збірної був учасником розіграшу Кубка Америки 1979 року у Парагваї, розіграшу Кубка Америки 1983 року у різних країнах, розіграшу Кубка Америки 1987 року в Аргентині, розіграшу Кубка Америки 1989 року у Бразилії, розіграшу Кубка Америки 1991 року у Чилі, розіграшу Кубка Америки 1993 року в Еквадорі, чемпіонату світу 1994 року у США, розіграшу Кубка Америки 1995 року в Уругваї.
Загалом протягом кар'єри в національній команді, яка тривала 17 років, провів у її формі 88 матчів, забивши 1 гол.

## Титули і досягнення
- Чемпіон Болівії (11):

«Болівар»: 1978, 1982, 1983, 1985, 1987, 1988, 1991, 1992, 1994, 1996, 1997